# Amt Epe
| Amt in Preußen     | Amt in Preußen       |
| ------------------ | -------------------- |
| Name               | Epe                  |
| Provinz            | Westfalen            |
| Regierungsbezirk   | Münster              |
| Kreis              | Ahaus                |
| Bestandszeitraum   | 1897–1934            |
| Fläche             | 47,7 km²             |
| Einwohner          | 7032 (1933)          |
| Bevölkerungsdichte | 147 Einw./km² (1933) |
| Gemeinden          | 2                    |

Das Amt Epe war bis 1934 ein Amt im  Kreis Ahaus in der preußischen Provinz Westfalen. Es war 1897 aus dem Amt Gronau hervorgegangen.

## Geschichte

### Amt Gronau
Im Rahmen der Einführung der Landgemeindeordnung für die Provinz Westfalen wurde 1844 im Kreis Ahaus aus der Bürgermeisterei Gronau das Amt Gronau gebildet. Dem Amt gehörten die Titularstadt Gronau sowie die Landgemeinden Dorf Epe und Kirchspiel Epe an. Das Amt besaß eine Fläche von 78,2 km².

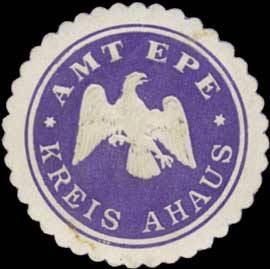
Siegelmarke des Amtes Epe

### Amt Epe
Durch Allerhöchsten Erlass vom 27. Dezember 1897 wurde Gronau die westfälische Städteordnung verliehen. Gleichzeitig wurde die sogenannte Eilermark aus der Gemeinde Kirchspiel Epe in die Stadt Gronau umgemeindet. Dadurch schied die Stadt Gronau aus dem Amt aus und wurde amtsfrei. Das verbleibende Amt wurde seitdem Amt Epe genannt.
Am 1. April wurden die Gemeinden Dorf Epe und Kirchspiel Epe zur Gemeinde Epe zusammengeschlossen. Das nun nur noch aus einer Gemeinde bestehende Amt Epe wurde wie alle preußischen Einzelgemeindeämter am 1. November 1934 aufgehoben.
Im Rahmen der nordrhein-westfälischen Gebietsreform von 1975 wurden Gronau und Epe zur neuen Stadt Gronau zusammengeschlossen, die dem neuen Kreis Borken zugeordnet wurde.

## Einwohnerentwicklung
Amt Gronau
| Jahr | Einwohner | Quelle |
| ---- | --------- | ------ |
| 1858 | 5089      | [ 6 ]  |
| 1871 | 4800      | [ 7 ]  |
| 1885 | 6406      | [ 8 ]  |
| 1895 | 9474      | [ 2 ]  |

Amt Epe
| Jahr | Einwohner | Quelle |
| ---- | --------- | ------ |
| 1910 | 5661      | [ 9 ]  |
| 1925 | 6167      | [ 10 ] |
| 1933 | 7032      | [ 10 ] |